# 120 Dias de Sodoma
Os 120 dias de Sodoma, ou a Escola de Libertinagem (Les 120 Journées de Sodome ou l'école du libertinage) é um romance do escritor e nobre francês Donatien Alphonse François, marquês de Sade. Descrito como pornográfico e erótico, foi escrito em 1785. Conta a história de quatro libertinos homens ricos que decidem experimentar a derradeira gratificação sexual em orgias. Para fazer isso, eles se trancam por quatro meses em um castelo inacessível no coração da Floresta Negra, com um harém de 36 vítimas, a maioria adolescentes do sexo masculino e feminino, e envolvem quatro donas de bordéis para contar as histórias de suas vidas e aventuras. As narrativas das mulheres são uma inspiração para o abuso sexual e a tortura das vítimas, que gradualmente aumentam de intensidade e terminam em seu abate.
O romance nunca foi concluído; existe principalmente em rascunho e forma de nota. Sade o escreveu em segredo enquanto estava preso na Bastilha em 1785; logo depois que ele foi transferido para outro lugar, a Bastilha foi atacada por revolucionários, levando-o a acreditar que a obra foi destruída, mas em vez disso foi recuperada por uma figura misteriosa e preservada por tempo suficiente para ficar disponível no início do século XX. Só na segunda metade do século XX é que se tornou mais amplamente disponível em países como o Reino Unido, os Estados Unidos e a França. Desde então, ele foi traduzido para vários idiomas, incluindo inglês, japonês, espanhol, russo e alemão. Continua sendo um livro altamente polêmico, tendo sido banido por alguns governos devido à sua natureza explícita e temas de violência sexual e extrema crueldade, como no Reino Unido na década de 1950, mas permanece de interesse significativo para estudantes e historiadores.

## Trama
Os 120 Dias de Sodoma está situado num castelo medieval remoto, no alto das montanhas e cercado por florestas, separados do resto do mundo, quer no final do reinado de Luís XIV ou no início da Regência.
O romance se passa em cinco meses, de novembro a março. Quatro libertinos ricos se trancam em um castelo, o Château de Silling, junto com várias vítimas e cúmplices (a descrição de Silling corresponde ao próprio castelo de Sade, o Château de Lacoste). Por afirmarem que as sensações produzidas pelos órgãos auditivos são as mais eróticas, pretendem ouvir várias histórias de depravação de quatro prostitutas veteranas, o que as inspirará a se envolverem em atividades semelhantes com suas vítimas.
O romance é notável por não existir em um estado completo, sendo que apenas a primeira seção foi escrita em detalhes. Depois disso, as três partes restantes são escritas como um rascunho, em forma de nota, com as notas de Sade para si mesmo ainda presentes na maioria das traduções. Tanto no início, quanto durante a redação da obra, Sade evidentemente decidiu que não seria capaz de completá-la por completo e decidiu escrever os três quartos restantes em breve e terminá-la mais tarde.
A história realmente retrata um pouco de humor negro e Sade parece quase despreocupado em sua introdução, referindo-se ao leitor como "amigo". Nesta introdução, ele se contradiz, a certa altura insistindo que não se deve ficar horrorizado com as 600 paixões descritas na história porque cada um tem seus próprios gostos, mas ao mesmo tempo se esforçando para alertar o leitor dos horrores que se encontram à frente, sugerindo que o leitor tenha dúvidas em continuar. Consequentemente, ele glorifica e difama os quatro protagonistas principais, alternadamente declarando-os heróis livres-pensadores e vilões degradados, muitas vezes na mesma passagem.

## Personagens
Os quatro personagens principais são homens ricos, que são libertinos, implacáveis e todos "sem lei e sem religião, a quem o crime divertia e cujo único interesse estava em suas paixões ... e nada tinha a obedecer, exceto os decretos imperiosos de suas luxúrias pérfidas." Não é por acaso que eles são figuras de autoridade em termos de suas ocupações. Sade desprezava a religião; no château dos 120 Dias, as atividades higiênicas devem ser realizadas na capela. Ele também se opôs à autoridade e, em muitas de suas obras, gostava de zombar da religião e da autoridade retratando padres, bispos, juízes e outros como pervertidos sexuais e criminosos.
Os quatro homens são:
- O Duque de Blangis - 50 anos, um aristocrata que adquiriu sua riqueza envenenando sua mãe para fins de herança, prescrevendo o mesmo destino para a sua irmã quando ela soube de sua trama. Blangis é descrito como sendo alto, forte e sexualmente potente, embora seja enfatizado que ele é um covarde completo e tem orgulho disso.
- O Bispo (l'Évêque) - irmão de Blangis. Ele tem 45 anos, é um homem magricela e fraco "com uma boca nojenta". Ele gosta muito de sodomia (sexo anal), especialmente sodomia passiva. Ele gosta de combinar assassinato com sexo. Ele se recusa a ter relações vaginais.
- O Presidente de Curval - 60 anos, um homem alto e magro "terrivelmente sujo com o corpo e com volúpia a ele". Ele está tão incrustado de sujeira corporal que aumenta a superfície de seu pênis e ânus. Ele era juiz e gostava especialmente de proferir sentenças de morte a réus que sabia serem inocentes. Ele assassinou uma mãe e sua filha.
- Durcet - 53 anos, banqueiro descrito como baixo e pálido, com uma forma corpulenta e marcadamente feminina, embora bem cuidada e de pele firme. Ele é afeminado e gosta de receber sexo anal de homens acima de qualquer outra atividade sexual. Como seus companheiros, ele foi responsável por vários assassinatos.

Seus cúmplices são:
- Quatro prostitutas talentosas, mulheres de meia-idade, que contarão anedotas de suas carreiras depravadas para inspirar os quatro personagens principais a atos semelhantes de depravação.

- - Madame Duclos, 48 anos, espirituosa e ainda bastante atraente e bem cuidada.
  - Madame Champville, 50 anos, uma lésbica que gosta de ter seus 8 cm clitóris que fazem cócegas; ela é virgem vaginal, mas seu traseiro é flácido e gasto pelo uso, tanto que ela não sente nada lá.
  - Madame Martaine, 52 anos, especialmente excitada com sexo anal ; uma deformidade natural a impede de ter qualquer outro tipo.
  - Madame Desgranges, 56 anos, pálida e emaciada, com olhos mortos, cujo ânus está tão dilatado que ela não sente nada. Ela está sem um mamilo, três dedos, seis dentes e um olho. De longe a mais depravada das quatro; uma assassina, estupradora e criminosa em geral.

- Oito pregos (em francês:  fouteurs, "filhos da puta") que são escolhidos apenas por causa de seus pênis grandes .

- - Hercule, 26
  - Antinoüs, 40
  - Brise-Cul ("quebra-bunda")
  - Bande-au-ciel ("ereto para o céu")

As vítimas são:
- As filhas dos quatro personagens principais, de quem abusam sexualmente há anos. Todos morrem com exceção da filha do Duque Julie, que é poupada depois de se tornar uma espécie de libertina.
- Oito meninos e oito meninas de 12 a 15 anos. Todos foram sequestrados e escolhidos por causa de sua beleza. Eles também são todos virgens e os quatro libertinos planejam deflorá-los, por via vaginal e especialmente anal. No processo seletivo, os meninos se vestem de meninas para ajudar os quatro na escolha.
- Quatro mulheres idosas, escolhidas por sua feiura para se diferenciarem das crianças.

- - Marie, 58 anos, que estrangulou todos os 14 filhos e uma de suas nádegas foi consumida por um abscesso.
  - Louison, 60 anos, atrofiada, corcunda, cega de um olho e coxa.
  - Thérèse, 62 anos, não tem cabelo nem dentes. Seu ânus, que ela nunca enxugou em toda a sua vida, parece um vulcão. Todos os seus orifícios fedem.
  - Fanchon, 69 anos, baixa e pesada, com hemorroidas do tamanho de um punho pendurado no ânus. Ela geralmente está bêbada, vomita constantemente e tem incontinência fecal.

- Quatro dos oito pregos acima mencionados.

Existem também vários cozinheiros e criadas, as últimas sendo posteriormente arrastadas para o processo.

## História
Sade escreveu a obra no espaço de 37 dias em 1785, enquanto ele estava preso na Bastilha. Como não tinha material para escrever e temia ser confiscado, ele escreveu em letras minúsculas em um rolo de papel contínuo, feito de pequenos pedaços de papel contrabandeados para a prisão e colados. O resultado foi um pergaminho de 12 metros de comprimento que Sade escondia enrolando-o com força e colocando-o dentro da parede de sua cela. Sade incitou um motim entre as pessoas reunidas do lado de fora quando gritou para eles que os guardas estavam assassinando presidiários; como resultado, dois dias depois, em 4 de julho de 1789, ele foi transferido para o asilo em Charenton, "nu como um verme" e incapaz de recuperar o romance em andamento. Sade acreditava que a obra foi destruída quando a Bastilha foi invadida e saqueada em 14 de julho de 1789, no início da Revolução Francesa. Ele ficou perturbado com a perda e escreveu que "chorou lágrimas de sangue" em sua dor.

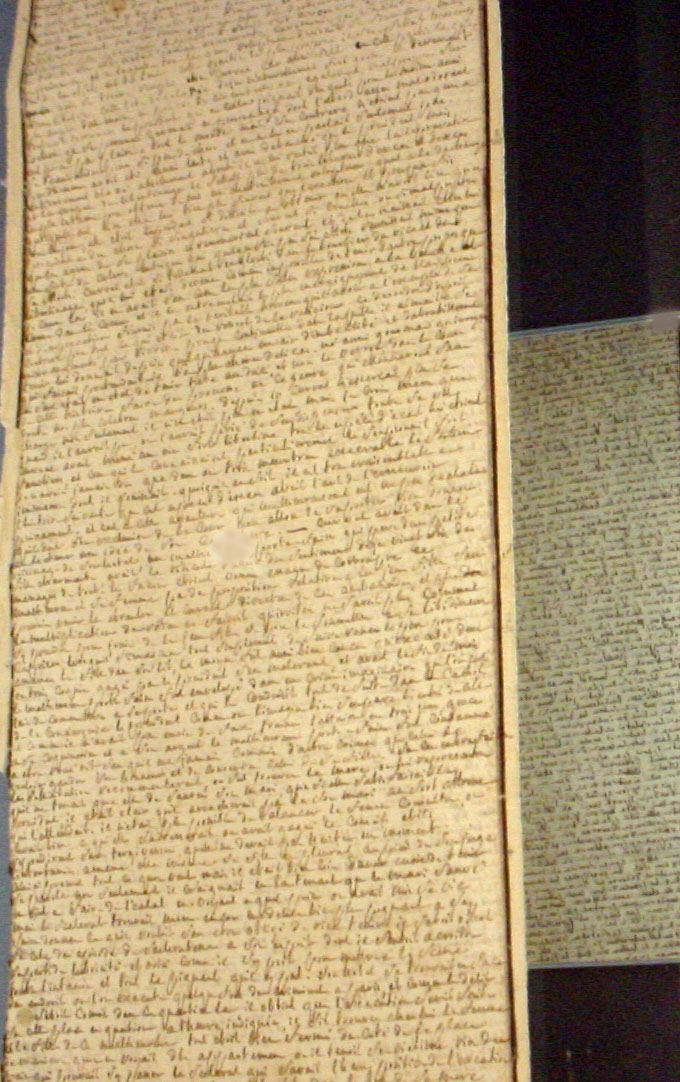
Detalhe dos 120 dias de Sodoma

No entanto, o longo rolo de papel em que estava escrito foi encontrado escondido nas paredes de sua cela, onde Sade o havia deixado, e removido dois dias antes do ataque por um cidadão chamado Arnoux de Saint-Maximin. Os historiadores sabem pouco sobre Saint-Maximin ou por que ele pegou o manuscrito. A obra foi publicada pela primeira vez em 1904 pelo psiquiatra e sexólogo berlinense Iwan Bloch (que usava um pseudônimo, "Dr. Eugen Dühren", para evitar polêmica). O visconde Charles de Noailles, cuja esposa Marie-Laure era descendente direta de Sade, comprou o manuscrito em 1929. Foi herdado por sua filha Natalie, que o guardou em uma gaveta na propriedade da família. Ocasionalmente, ela o trazia e mostrava a convidados, entre eles o escritor Ítalo Calvino. Natalie de Noailles mais tarde confiou o manuscrito a um amigo, Jean Grouet. Em 1982, Grouet traiu a confiança de Natalie de Noailles e contrabandeou o manuscrito para a Suíça, onde o vendeu a Gérard Nordmann por 60 mil dólares. Seguiu-se uma disputa legal internacional, com um tribunal francês ordenando que fosse devolvido à família Noailles, apenas para ser rejeitado em 1998 por um tribunal suíço que declarou que tinha sido comprado pelo colecionador de boa fé. Ela entrou com uma ação na França e, em 1990, a mais alta corte da França ordenou a devolução do manuscrito. A Suíça ainda não havia assinado a convenção da UNESCO para a restituição de objetos culturais roubados, então de Noailles teve que levar o caso aos tribunais suíços. O tribunal federal suíço ficou do lado de Nordmann, decidindo em 1998 que ele havia comprado o manuscrito de boa fé.
O manuscrito foi exibido pela primeira vez perto de Genebra em 2004. Gérard Lhéritier, presidente e fundador da Aristophil, uma empresa especializada em manuscritos raros, comprou o pergaminho por  7 milhões de euros e, em 2014, exibiu-o em seu Musée des Lettres et Manuscrits (Museu de Letras e Manuscritos) em Paris. Em 2015, Lhéritier foi levado sob custódia policial e acusado de fraude por supostamente administrar sua empresa como um esquema Ponzi. Os manuscritos foram apreendidos pelas autoridades francesas e deveriam ser devolvidos aos seus investidores antes de serem leiloados. Em 19 de dezembro de 2017, o governo francês reconheceu o manuscrito original como Tesouro Nacional. A mudança ocorreu poucos dias antes de o manuscrito ser vendido em leilão. Como Tesouro Nacional, a lei francesa estipula que deve ser mantido na França por pelo menos 30 meses, o que daria ao governo tempo para levantar fundos para comprá-lo. No início de 2021, o governo francês anunciou que oferecia benefícios fiscais a empresas que o ajudassem a adquirir o manuscrito original para a Biblioteca Nacional da França, patrocinando uma quantia de 4,55 milhões de euros.

## Recepção
Sade descreveu seu trabalho como "a história mais impura que já foi contada desde o início do mundo". O primeiro editor da obra, Bloch, considerou sua categorização completa de todos os tipos de fetiches sexuais como tendo "importância científica ... para médicos, juristas e antropólogos". Ele o comparou com Psychopathia Sexualis, de Krafft-Ebing. A escritora feminista Simone de Beauvoir escreveu um ensaio intitulado "Devemos Queimar Sade?", Protestando contra a destruição de 120 Dias de Sodoma por causa da luz que lança sobre o lado mais negro da humanidade quando, em 1955, as autoridades francesas planejavam destruí-lo e ao lado de três outras obras principais de Sade.
Camille Paglia considera a obra de Sade uma "resposta satírica a Jean-Jacques Rousseau" em particular, e o conceito iluminista da bondade inata do homem em geral. Gilles Deleuze considera Os 120 dias junto com o resto do corpus de Sade em conjunto com Leopold von Sacher-Masoch:

## Cronologia
O romance segue um cronograma estrito. Em cada um dos primeiros quatro meses, de novembro a fevereiro, as prostitutas se revezam para contar cinco histórias a cada dia, relacionadas aos fetiches de seus clientes mais interessantes, totalizando, assim, 150 histórias por mês (pelo menos em teoria; de Sade fez alguns erros, visto que ele aparentemente não foi capaz de voltar e revisar seu trabalho à medida que avançava). Essas paixões são separadas em quatro categorias – simples, complexo, criminoso e assassino – aumentando em complexidade e selvageria.
- Novembro: as paixões simples - essas anedotas são as únicas escritas em detalhes. Eles só são considerados "simples" em termos de não incluir a penetração sexual real. As anedotas incluem homens que gostam de se masturbar na cara de meninas de sete anos e se entregam à ingestão de urina e à coprofagia/escatologia. Como fazem ao longo das seções de narrativa, os quatro libertinos – Blangis, o Bispo, Curval e Durcet – participam de atividades semelhantes às que ouvem com suas filhas e as crianças sequestradas.
- Dezembro: as paixões complexas - essas anedotas envolvem perversões mais extravagantes, como homens que estupram meninas por via vaginal e se entregam ao incesto e à flagelação. Também são contadas histórias de homens que se entregam a atividades sacrílegas, como um homem que gostava de fazer sexo com freiras enquanto assistia à missa. As meninas são defloradas pela vagina durante as orgias noturnas com outros elementos das histórias daquele mês – como chicotadas – sendo ocasionalmente lançados.
- Janeiro: as paixões criminosas - as histórias são contadas de pervertidos que se dedicam a atividades criminosas, embora quase não cometam assassinato. Eles incluem homens que sodomizam meninas de até três anos, homens que prostituem suas próprias filhas com outros pervertidos e assistem ao processo e outros que mutilam mulheres arrancando seus dedos ou queimando-as com atiçadores em brasa. Durante o mês, os quatro libertinos começam a fazer sexo anal com os dezesseis meninos e meninas que, junto com as outras vítimas, são tratados de forma mais brutal com o passar do tempo, com espancamentos e chicotadas regulares.
- Fevereiro: as paixões assassinas - as 150 anedotas finais são aquelas envolvendo assassinato. Eles incluem pervertidos que esfolam crianças vivas, estripam mulheres grávidas, queimam famílias inteiras vivas e matam bebês recém-nascidos na frente de suas mães. O conto final é o único desde as paixões simples de novembro escrita em detalhes. Durante este mês, os libertinos matam brutalmente três das quatro filhas que têm entre eles, junto com quatro das meninas e dois dos meninos. O assassinato de uma das meninas, Agostine, de 15 anos, é descrito em grande detalhe, com as torturas a que ela é submetida, incluindo ter sua carne arrancada de seus membros, sua vagina sendo mutilada e seus intestinos sendo cortados com sua barriga aberta e queimada.
- Março - este é o mais curto dos segmentos, de Sade resumindo ainda mais as coisas neste ponto final do romance. Ele lista os dias em que os filhos sobreviventes e muitos dos outros personagens são eliminados, embora não dê detalhes. Em vez disso, ele deixa uma nota de rodapé para si mesmo apontando sua intenção de detalhar mais as coisas em uma revisão futura.

Talvez seja significativo que Sade estivesse interessado na maneira pela qual os fetiches sexuais são desenvolvidos, assim como seus personagens principais, que exortam os contadores de histórias a lembrá-los, em estágios posteriores, do que o cliente daquela anedota em particular gostava de fazer em seus anos mais jovens. Há, portanto, uma série de figuras recorrentes, como um homem que, nos primeiros contos, gosta de furar os seios das mulheres com alfinetes e, ao reaparecer nos contos na categoria de 'paixões assassinas', se deleita em matar mulheres estuprando-as em cima uma cama de pregos. No final do romance, Sade elabora uma lista dos personagens com uma nota dos que foram mortos e quando, e também dos que sobreviveram.
Os personagens consideram normal, até mesmo rotineiro, abusar sexualmente de crianças muito pequenas, tanto meninos quanto meninas. Muita atenção é dada às fezes, que os homens consomem como iguaria. Eles designam a capela para a defecação .

## Adaptações cinematográficas
Na vinheta final de L'Age d'Or (1930), filme surrealista dirigido por Luis Buñuel e escrito por Buñuel e Salvador Dalí, a narração intertítulo narra uma orgia de "120 dias de atos depravados" – uma referência aos 120 dias de Sodoma – e nos diz que os sobreviventes da orgia estão prontos para emergir. Da porta de um castelo emerge o Duque de Blangis, que supostamente se parece com Cristo. Quando uma jovem sai correndo do castelo, o Duque a consola, mas a acompanha de volta para dentro. Um grito alto é ouvido e ele ressurge com sangue em suas vestes e sem barba.
Em 1975, Pier Paolo Pasolini transformou o livro em filme, Salò, ou os 120 dias de Sodoma (Salò o le 120 giornate di Sodoma). O filme é transposto da França do século XVIII para os últimos dias da Itália Fascista, na República de Salò. Salò é comumente listado entre os filmes mais polêmicos já feitos na história do cinema.